# Wolfgang Ritte
Wolfgang Ritte (* 7. Januar 1953 in Bocholt) ist ein deutscher Stabhochspringer.

## Leben
Bereits als Kind begann Wolfgang Ritte unter Anleitung seines Großvaters mit dem Stabhochsprung und blieb ihm bis in die Altersklassen treu. Während seiner langen Laufbahn auf Leichtathletikanlagen gewann er von der Jugend aufwärts bis zu den Senioren 108 deutsche und 51 internationale Meistertitel (Stand: März 2025).
1971 wurde Ritte als 18-jähriger Deutscher Jugendmeister und Jugendrekordhalter mit 4,86 m (Halle: 4,90 m). Er bestritt im Nationaltrikot acht Junioren- und in den Jahren 1972 und 1973 zwei A-Länderkämpfe bei den Männern.
Ritte stellte in den verschiedenen Altersklassen (von der Jugend bis zu den Senioren) 85 deutsche Rekorde, 73 Europarekorde und 56 Weltrekorde auf. Allein im Stabhochsprung verbesserte er den Weltrekord 55-mal. Er hält den Weltrekord für Männer in der Altersklasse M55 (55–59 Jahre) mit 4,60 m, in der Altersklasse M60 (60–64 Jahre) mit 4,32 m, in der Altersklasse M65 (65–69 Jahre) mit 4,05 m sowie in der Altersklasse M70 (70–74 Jahre) mit 3,53 m (Halle/Indoor 3,56 m). In der Altersklasse M50 (50–54 Jahre) hält er den Europarekord mit 4,73 m. Seine 1984 erzielte Bestleistung im Stabhochsprung M30 (30–34 Jahre) beträgt 5,11 m.
Ritte hält auch mit 5,76 m den Deutschen Rekord im Weitsprung der Altersklasse M60. (Budapest 2014 Indoor).
Ritte bestritt auch mehrere Zehnkämpfe. 1971 wurde er mit 7116 Punkten Dritter bei den Deutschen Jugendmeisterschaften. Bis 2018 hielt er den in Stendal aufgestellten Weltrekord im Zehnkampf der M60 mit 8123 Punkten (100 m: 12,76 (−0,5), Weit: 5,52 (0,0), Kugel: 12,64, Hoch: 1,55, 400 m: 62,27, Hürden: 15,33 (+1,5), Diskus: 38,74, Stabhoch: 4,00, Speer: 35,98, 1500 m: 7:06,64).
Ritte hat 1999 an der Trainerakademie des Deutschen Leichtathletik-Verbandes in Mainz seine Trainerausbildung abgeschlossen. Er war viele Jahre als Nachwuchstrainer im Verein und Leichtathletik-Verband Nordrhein (LVN) tätig und hat sich auch im LVN bei der Ausbildung der Übungsleiter engagiert.
Ritte lebt in Moers am Niederrhein als Ministerialbeamter im Ruhestand. Er startet für den SC Bayer 05 Uerdingen. Stationen zuvor waren der Weseler TV und zu Beginn TuB Bocholt.
Auch Rittes Frau, sein Sohn und seine Tochter sowie der Schwiegersohn sind aktive Leichtathleten.

## Ehrungen und Auszeichnungen
Ritte wurde 2007, 2014 und 2018 zum deutschen Senioren-Leichtathleten des Jahres gewählt. 2008 ernannte ihn eine Experten-Jury zum Weltseniorensportler des Jahres („World Masters of the Year“). Die Proklamation fand am 23. November 2008 unter Anwesenheit von Prinz Albert von Monaco vor 700 geladenen Gästen bei der World Athletics Gala im „Salle des Etoiles“ (Sternensaal) des Monte Carlo Sporting Club statt. Die Trophäe erhielt er von den Stabhochspringern Jelena Gadschijewna Issinbajewa (Russland) und Sergej Bubka (Ukraine).
Anfang 2009 wurde Ritte in Marathon (GRE) auch zum besten Seniorensportler Europas (European Best Master) ausgezeichnet.
Bei der Sport-Gala 2015 seiner Heimatstadt Moers wurde Wolfgang Ritte durch den Bürgermeister, Christoph Fleischhauer, für sein Lebenswerk geehrt.
Im März 2008 wurde Wolfgang Ritte auf den Social-Media-Kanälen des Deutschen Leichtathletik-Verbandes als erster Seniorensportler zum „Ass des Monats“ gewählt.
In den Jahren 2015 und 2019 wurde er durch den Deutschen Leichtathletik-Verband als „Deutschlands Senioren-Leichtathlet 2014 bzw. 2018“ geehrt.
Von der WMA (World Masters Athletics) erhielt Wolfgang Ritte für das Jahr 2018 den Titel „World Best Master Of The Year: Category Jumps“ und von der EMA (European Masters Athletics) für die Jahre 2018, 2019 und 2023 die Awards „European Best Master Of The Year: Category Jumps“.

## Belege
1. ↑  Wolfgang Ritte mit drittem WM-Titel in Malaga, leichtathletik.de, 16. Sept. 2018
2. ↑  Wolfgang Ritte verbessert den Weltrekord Neue Ruhr Zeitung, 22. Mai 2013
3. ↑   Magische Marke: Nächster Weltrekord für Wolfgang Ritte , leichtathletik.de, 20. Mai 2018
4. ↑  Wolfgang Ritte steigert Stabhochsprung-Weltrekord, leichtathletik.de, 26. September 2023
5. ↑   Video vom Weltrekordsprung im ZDF sportstudio @sportstudio.de bei Instagram , @sportstudio.de, 20. Juni 2023
6. ↑   Video vom Weltrekordsprung im ZDF sportstudio @sportstudio.de bei TikTok , @sportstudio.de, 2. April 2023
7. ↑  Wolfgang Ritte knackt Weltrekord im Zehnkampf, leichtathletik.de, 6. Juni 2014
8. ↑  Neuer W70-Hallen-Weltrekord durch Ute Ritte, leichtathletik.de, 1. April 2022
9. ↑  Familie Ritte sammelt zehn Medaillen ein, NRZ, 7. März 2018
10. ↑  Wolfgang Ritte: Leichtathletik gehört zu unserem Leben, leichtathletik.de, 11. Januar 2019
11. ↑  IAAF-/WMA- Best Master of the Year 2008 Wolfgang Ritte, world-masters-athletics.com
12. ↑  Rittes Ritterschlag, Rheinische Post, 25.11.2008
13. ↑  European Best Veterans 2008 auf https://european-masters-athletics.org//
14. ↑  Wolfgang Ritte ist Ass des Monats im DLV, Rheinische Post, 16. April 2008
15. ↑  Deutschlands Seniorensportler 2014 in Erfurt ausgezeichnet, leichtathletik.de, 3. März 2015
16. ↑  Eva Trost und Wolfgang Ritte sind Deutschlands Senioren-Leichtathleten des Jahres 2018 , leichtathletik.de, 9. Januar 2019
17. ↑  WMA EMA BEST MASTERS AWARDS 2018: Category Jumps, leichtathletik.de, 14.02.2019
18. ↑   EMA BEST MASTERS AWARDS 2019; Category Jumps, leichtathletik.de, 02.01.2020
19. ↑   EMA BEST MASTERS AWARDS 2023; Category Jumps, leichtathletik.de, 30.01.2023

| Personendaten    | Personendaten          |
| ---------------- | ---------------------- |
| NAME             | Ritte, Wolfgang        |
| KURZBESCHREIBUNG | deutscher Leichtathlet |
| GEBURTSDATUM     | 7. Januar 1953         |
| GEBURTSORT       | Bocholt                |